# Parc de bombers

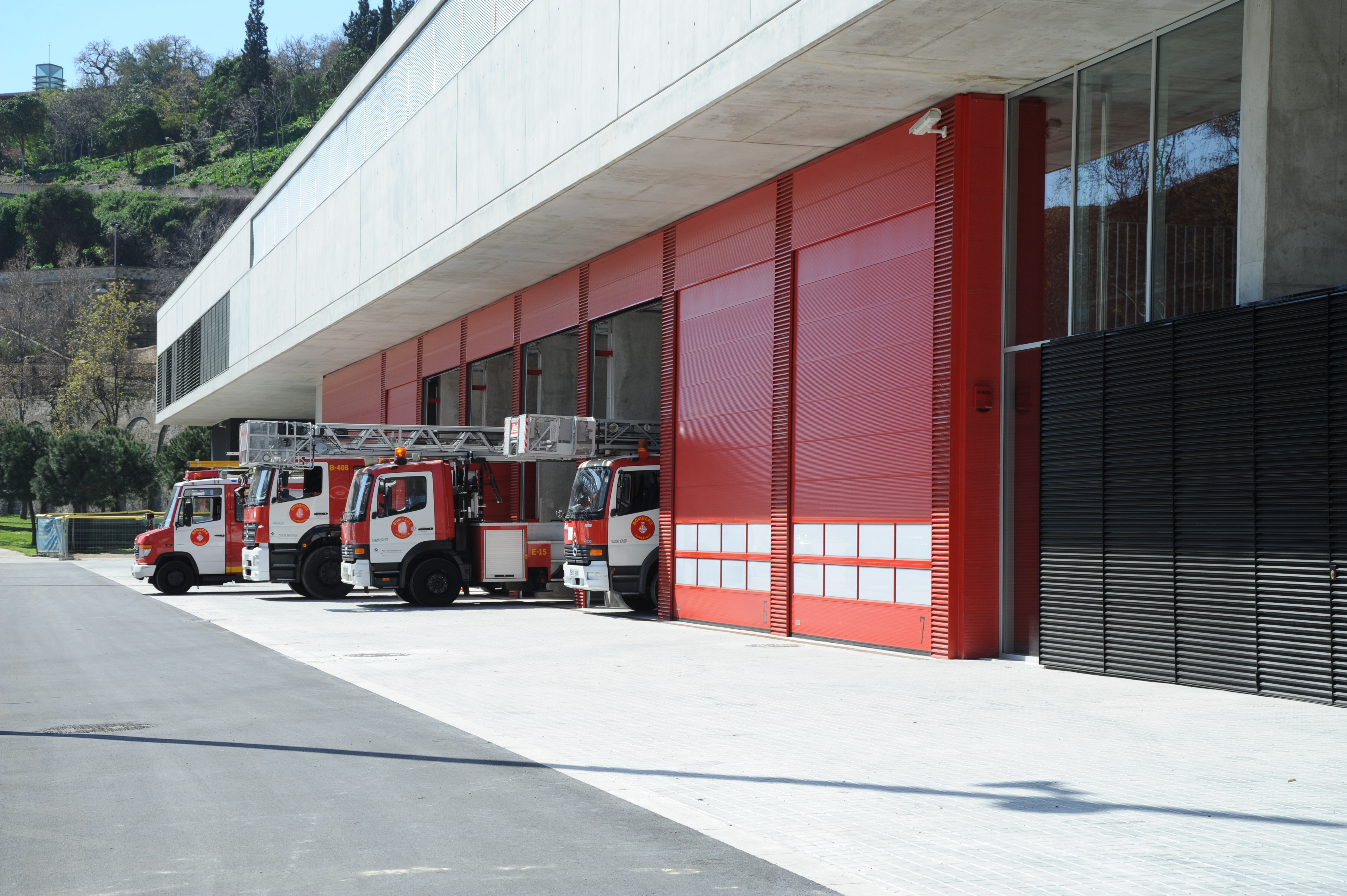
Parc de bombers de Montjuïc, Barcelona

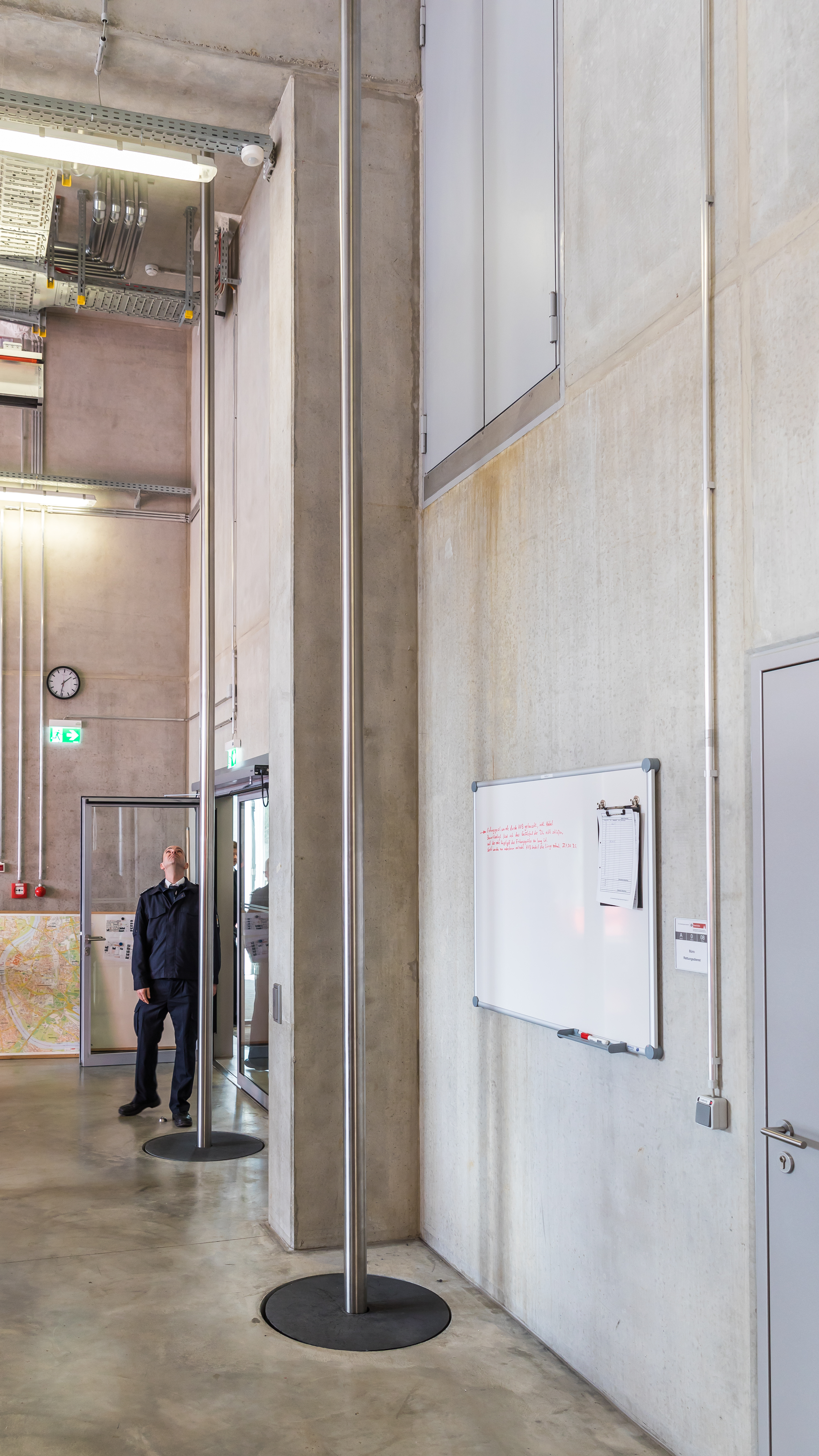
Barres de descens

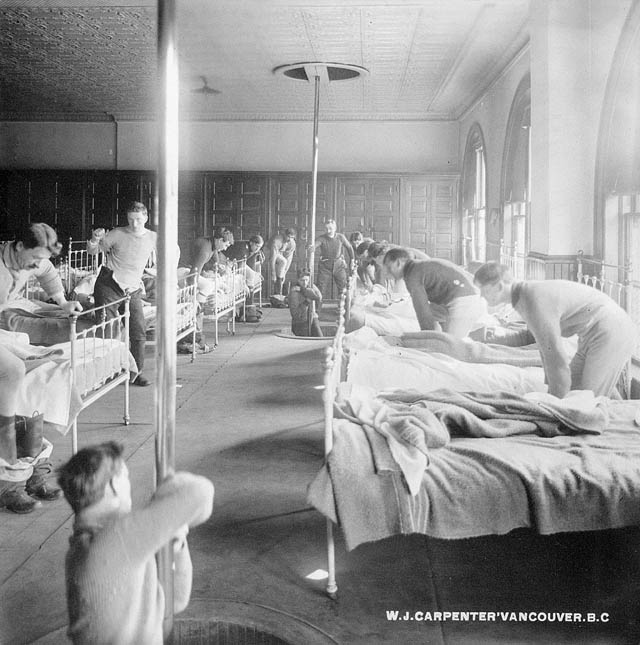
Bombers de Vancouver, Canadà, mobilitzats per una alarma el 1910

Un parc de bombers, anomenat antigament caserna de bombers o quarter de bombers, és un recinte on es concentren els recursos humans i materials d'un cos de bombers destinats a un sector de ciutat o a un municipi.

## Ubicació
L'emplaçament del parc es tria per la proximitat al risc a cobrir. En ciutats grans els parcs es distribueixen en xarxa per a reduir el temps d'arribada als sinistres.
Els vehicles de bombers han de tenir un accés directe a una via de circulació ben comunicada amb l'àrea que cobreix. En algunes ciutats hi ha 'corredors verds' que sincronitzen l'obertura automàtica dels semàfors amb el pas dels vehicles de bombers, per tal de millorar el temps d'intervenció i augmentar la seguretat viària. A Barcelona es van instal·lar el 1998.

## Tipus
- Parc de bombers professionals: operatiu les 24 hores, integrat per personal professional que depèn de l'administració pública.[6]
- Parc de bombers voluntaris: operatiu a temps parcial o total, integrat per bombers voluntaris (amb una altra activitat principal).[7]
- Parc de bombers d'empresa: que pertany a una empresa o conjunt d'empreses.[8]

## Característiques
Les dependències del parc es distribueixen entre les del personal (oficines, aules, gimnàs, cuina, menjador, habitacions de descans, vestuari, serveis) i les del material i vehicles (sala d'utillatge, magatzem), a més del pati de maniobres i la torre de pràctiques.
Entre les diferents plantes acostuma a haver-hi una barra de descens, que redueix més del 50 % el temps de resposta.
Els vestuaris i serveis han d'estar diferenciats per sexes.
Els parcs de bombers formen part de la infraestructura crítica d’una comunitat. Per aquest motiu han de disposar de mesures per a evitar l'entrada de persones no autoritzades.

## Galeria de parcs de bombers

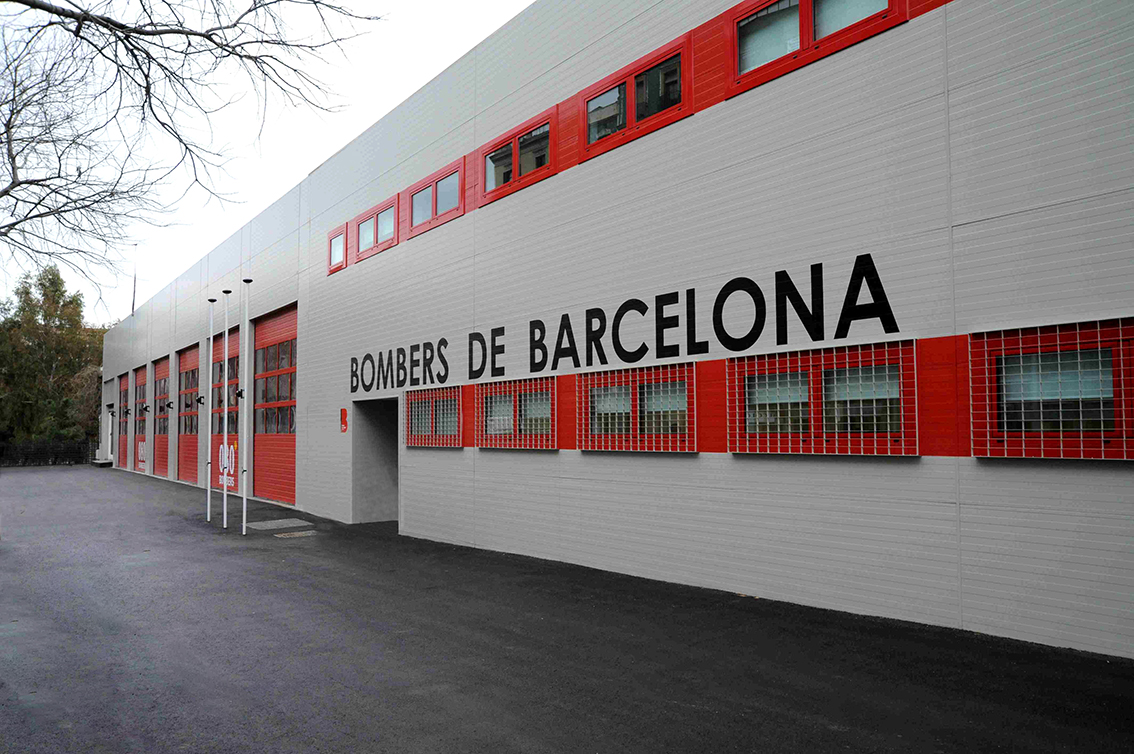
Parc de l'Eixample. Barcelona. Catalunya
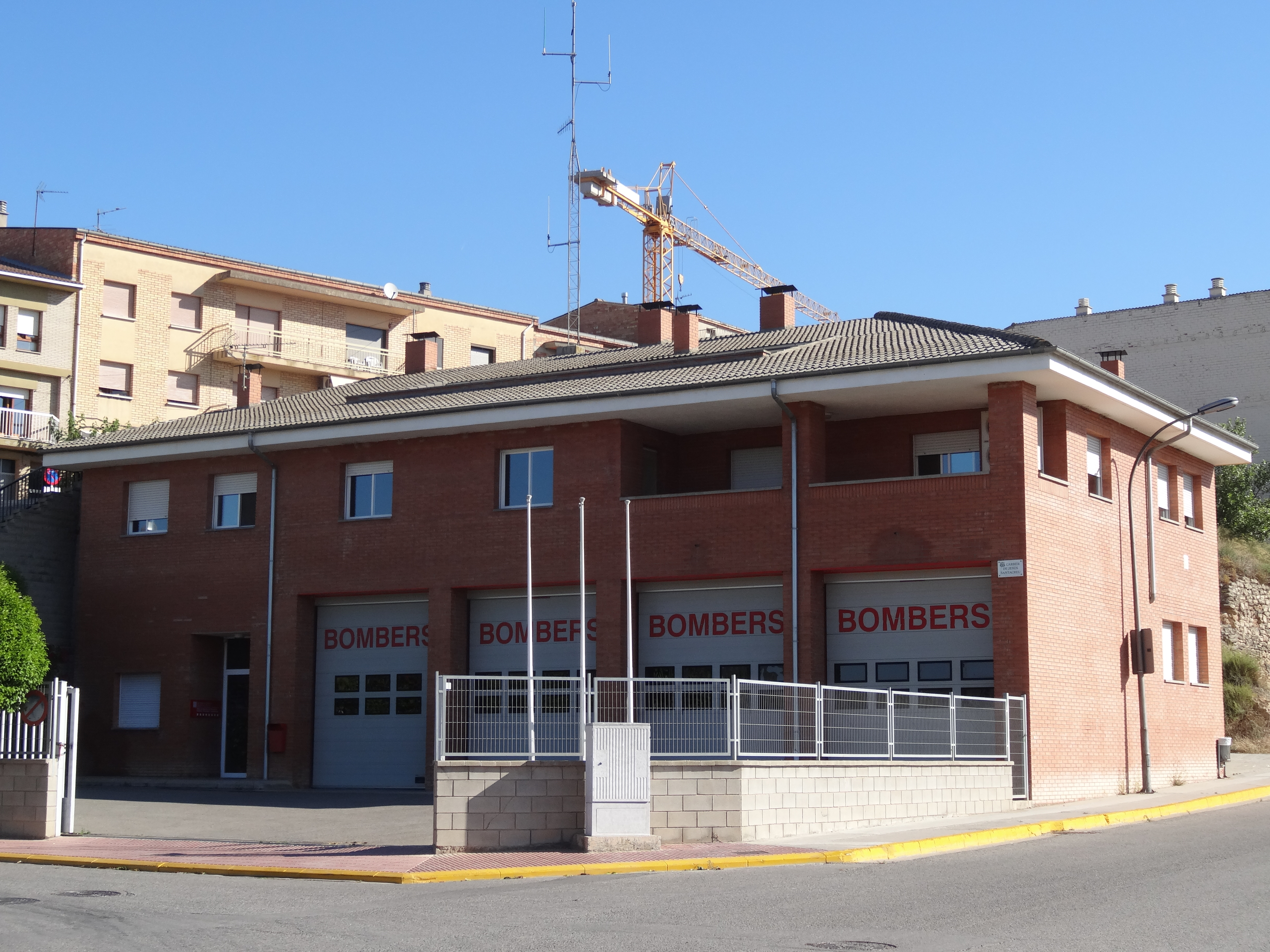
Artesa de Segre. Noguera. Catalunya
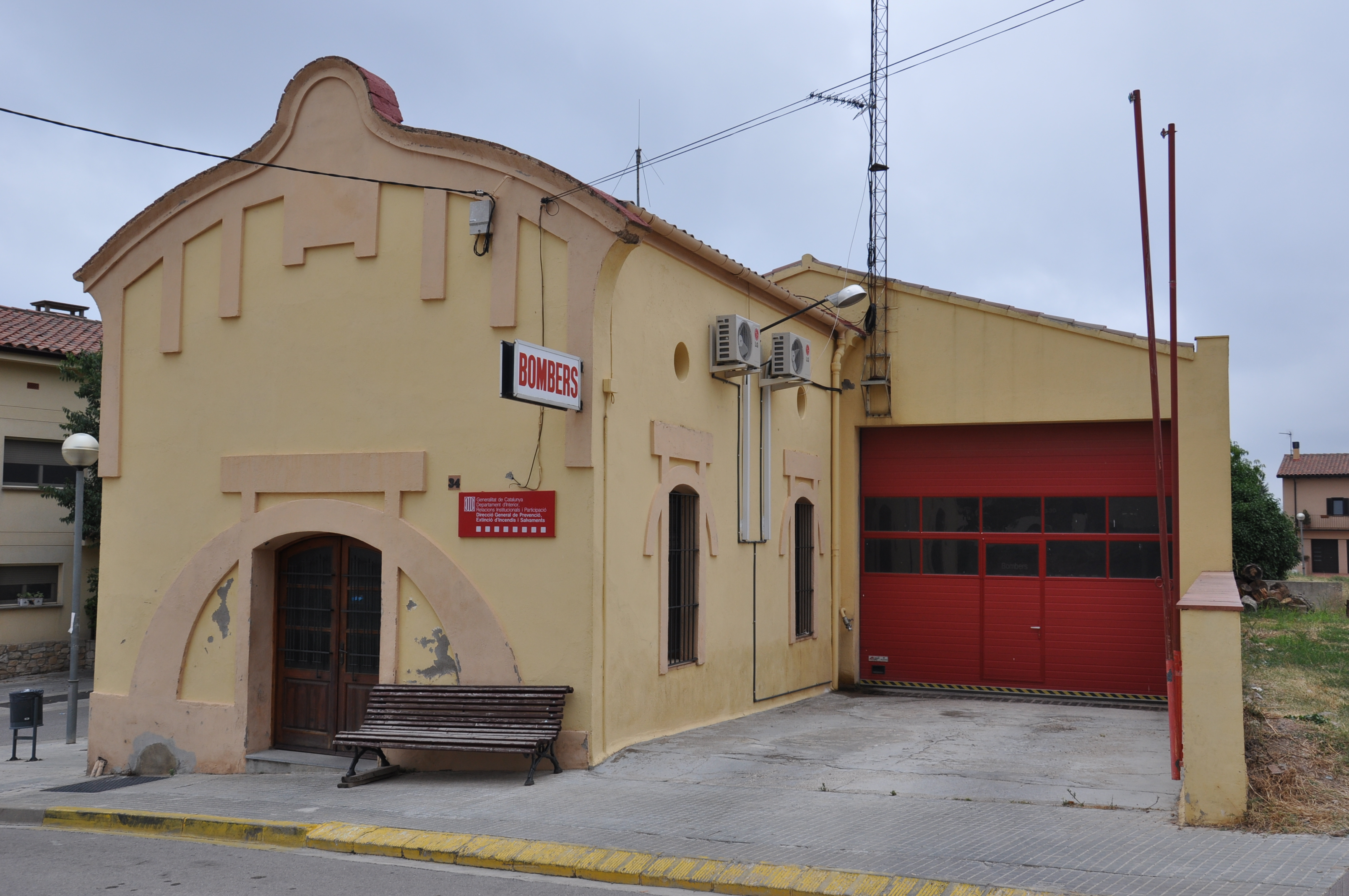
Bombers voluntaris Collbató. Baix Llobregat. Catalunya
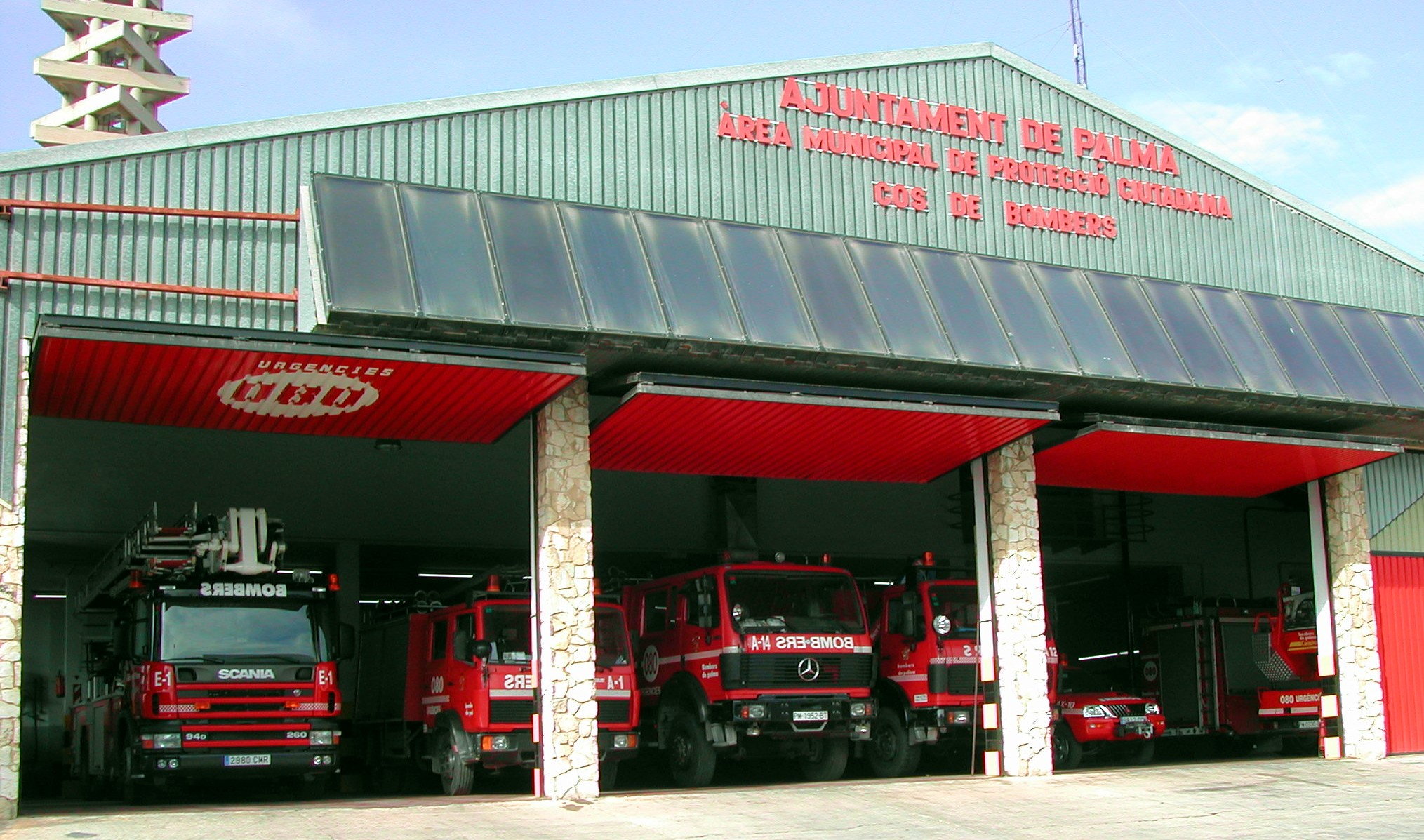
Palma. Illes Balears
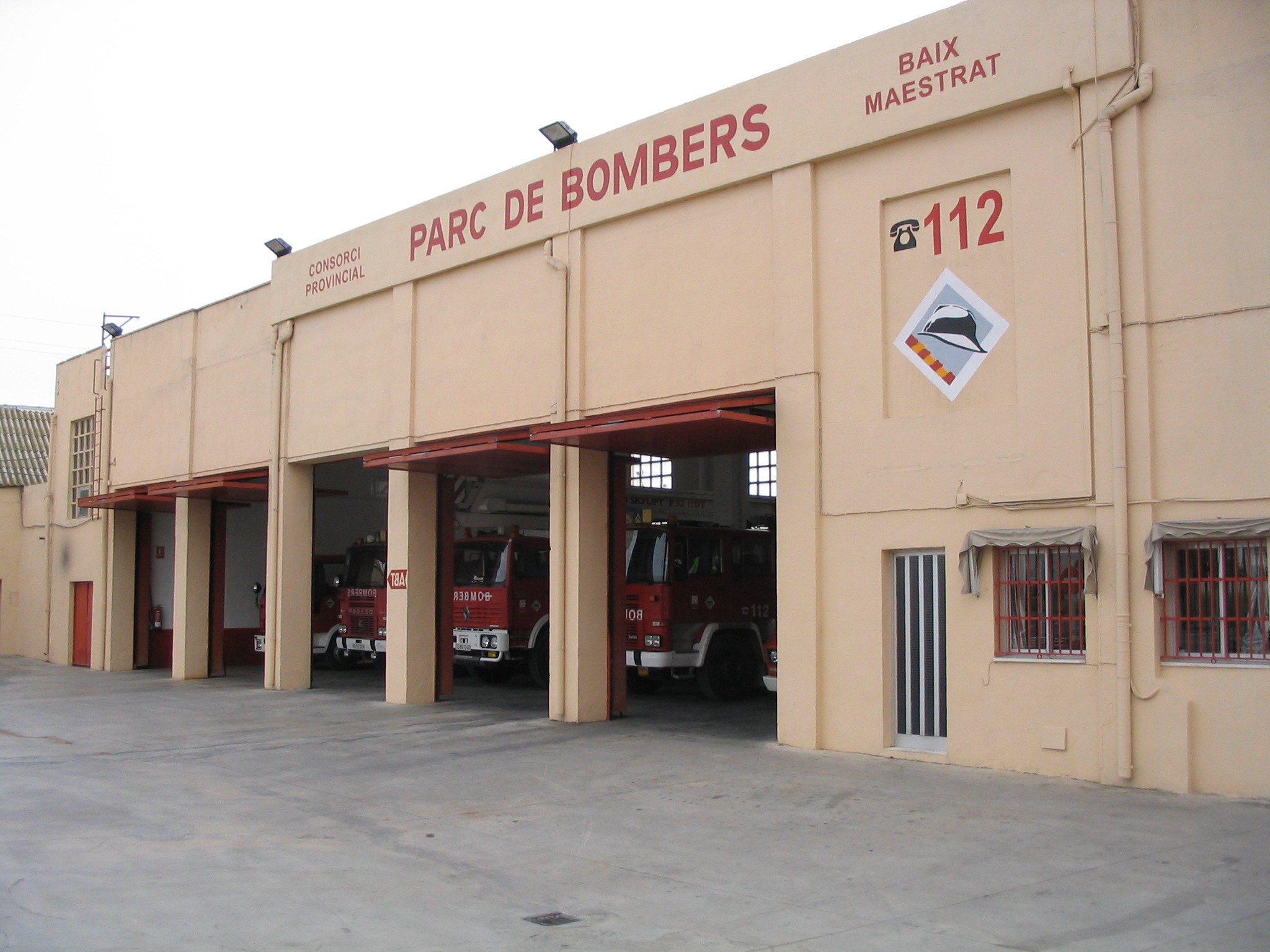
Baix Maestrat. País Valencià
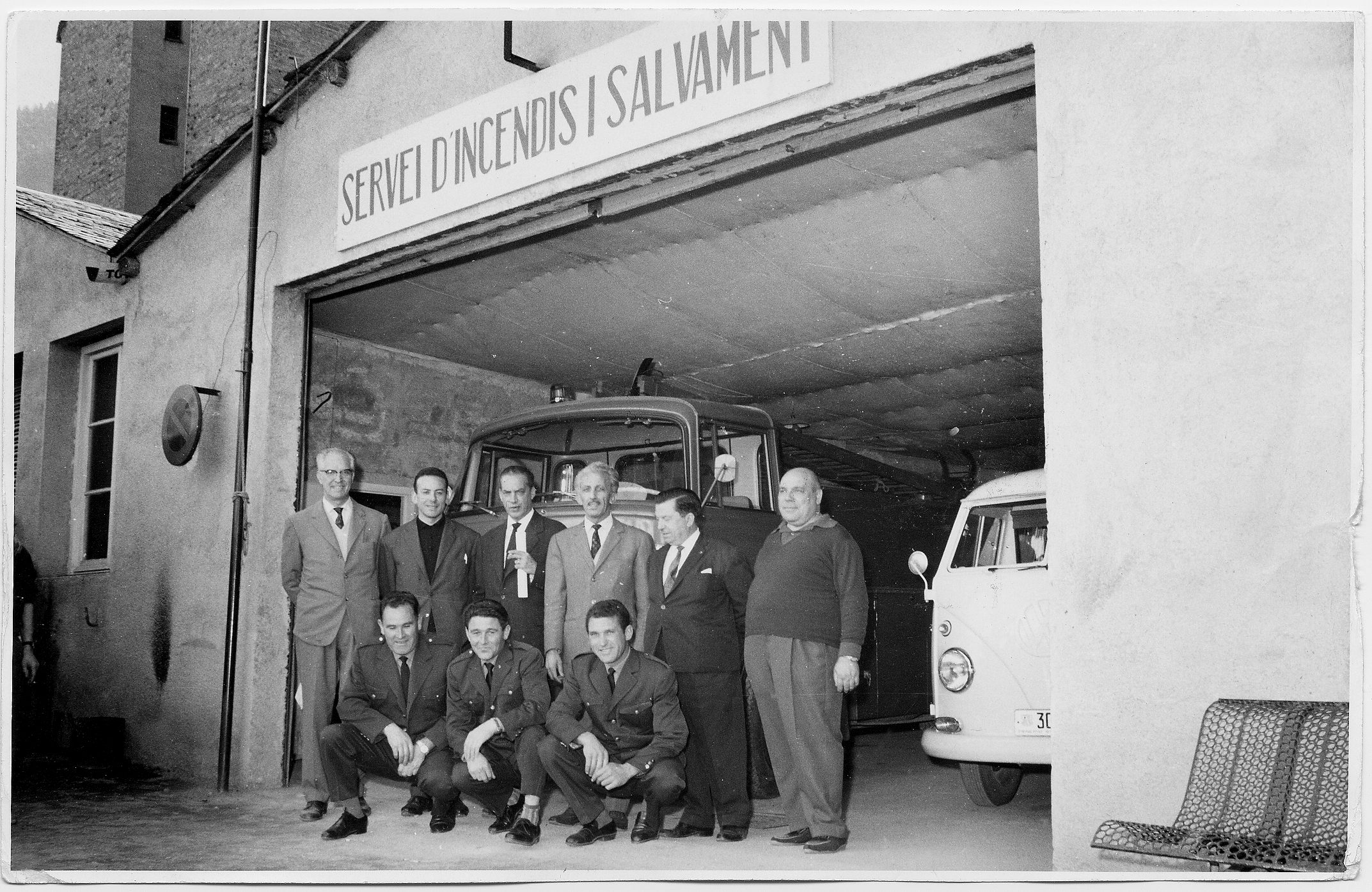
Primer parc de bombers d'Andorra. 1961
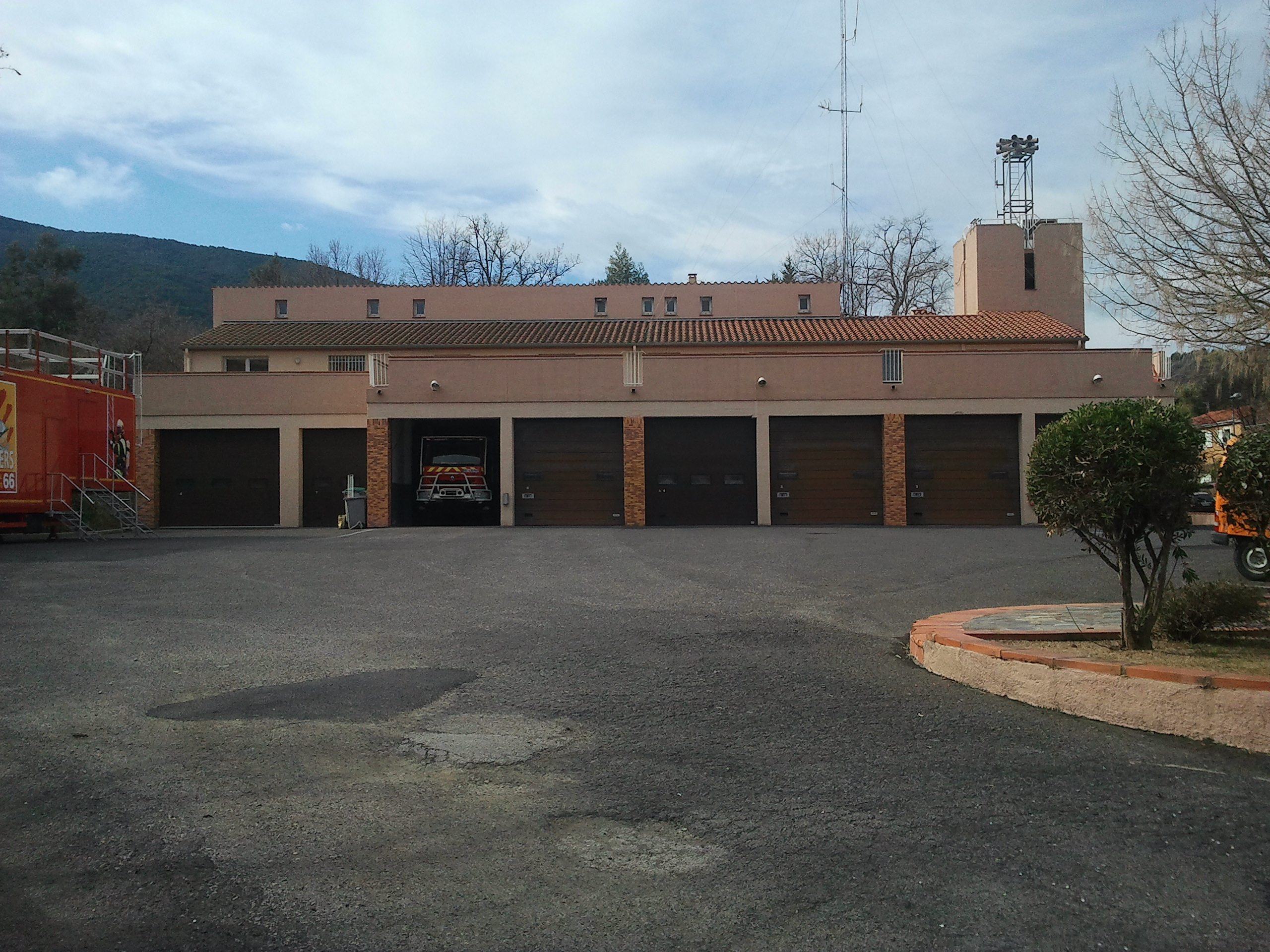
Ceret. Catalunya del Nord